# Cosmosoma buchwaldi
Cosmosoma buchwaldi är en fjärilsart som beskrevs av Rothschild 1910. Cosmosoma buchwaldi ingår i släktet Cosmosoma och familjen björnspinnare. Inga underarter finns listade i Catalogue of Life.